# Жуковский сельский совет (Кобелякский район)
Жуковский сельский совет (укр. Жуківська сільська рада) — входит в состав
Кобелякского района
Полтавской области
Украины.
Административный центр сельского совета находится в 
с. Жуки.

## Населённые пункты совета
- с. Жуки
- с. Мирное
- с. Рубаны